# ミンダウガス2世
ミンダウガス2世（Mindaugas II, 1864年5月30日 - 1928年3月24日）は、近代リトアニア王国の国王。1918年7月11日に国王に選ばれ、一度も戴冠することができないまま4ヶ月後に廃位された。ドイツ貴族としてはウラッハ公ヴィルヘルム2世（ドイツ語表記：Wilhelm Karl Florestan Gero Crescentius, 2. Herzog von Urach, Graf von Württemberg, Wilhelm II von Urach）だった。廃位後もこの爵位を保持した。

## 生涯
ヴュルテンベルク王家の傍系にあたる、初代ウラッハ公ヴィルヘルム1世と2度目の妃フロレスティーネの長男として、モナコで生まれた。母フロレスティーネは、モナコ大公フロレスタン1世の娘であった。4歳でウラッハ公位を継承したが、ヴィルヘルムは子供時代の多くをモナコで過ごした。フロレスティーネが、しばしば国を空けて海洋学者として航海へ出かける甥アルベール1世の代理として、政務に就いたためだった。この生い立ちから、ヴィルヘルムはフランス好みに育った。
ヴィルヘルムは一族のならいとして軍人の道を歩んだ。1890年代にヴュルテンベルク軍に入り、第一次世界大戦が勃発すると、名誉職ではなく職業軍人として将軍となった。1917年に退役するまで、ヴィルヘルムはポーランド、セルビア、ベルギーを転戦し、輝かしい戦績を残した。
母を通して、ヴィルヘルムはモナコ大公位継承権を持つ一人であった。ヴィルヘルムの従兄アルベール1世には一人息子ルイがいるのみで、ルイは正式な結婚もせず嫡出子もなかった。グリマルディ家の血を引く男子以外の継承を認めないフランスは、ドイツ人の公爵がモナコの支配者となることもまた良しとしなかった。フランスの圧力を受けたモナコは、ルイの庶子シャルロットを継承者とする法を1911年に成立させ、シャルロットを祖父アルベール1世と1918年に養子縁組させた。
1913年、ヴィルヘルムはアルバニア公候補として名前が挙がった。彼はカトリック支持者に支援されていた。1914年、選出されたのはヴィルヘルム・ツー・ヴィート（ルーマニア王妃エリサベタの甥）だった。
1918年7月4日、リトアニア評議会は、新たに独立したリトアニアの王としてヴィルヘルムを招聘することを評決した。ヴィルヘルムはこれを7月11日に受諾し、ミンダウガス2世を名乗ることとなった。ヴィルヘルムが選ばれるにあたって、以下の点が重要視された。
- カトリック信者である（リトアニアは古くからカトリック教国であった）
- ホーエンツォレルン家の一員ではない（ドイツ皇帝ヴィルヘルム2世は、リトアニアを支配下に置くことを望んでいた）
- 実績のある軍人である
- 戦争の脅威にさらされても、リトアニアはロシアからの侵攻に対してドイツの協力を期待できる

ヴィルヘルムは評議会との取り決めにより、リトアニアに住み、リトアニア語を話すことが求められた。
ヴィルヘルムの即位ははじめから議論を呼んだ。評議会の議員20名のうちミーコラス・ビルジシュカ、ステポナス・カイリース、スタニスロヴァス・ナルタヴィチュス、ヨナス・ヴィレイシスの4名が反対し評議会から離脱した。またほかにペトラス・クリマスも反対票を投じた（評議会には残留した）。ヴィルヘルムはリトアニアを訪問する機会を得ることができず、住まいのあるリヒテンシュタイン城（シュトゥットガルト南方）に留め置かれたままだった。彼はそこでリトアニア語を学び始めた。彼が選ばれてから4ヶ月後の11月、第一次世界大戦でドイツが敗戦することが濃厚となった。リトアニア評議会は、ヴィルヘルムを王とする決定を覆し、共和国としての独立の道を選択した。

## 子女

ミンダウガス2世（ウラッハ公ヴィルヘルム2世）と家族

1892年7月4日、バイエルンの王家ヴィッテルスバッハ家の傍系出身のアマーリエ・イン・バイエルン（1865–1912）と結婚した。アマーリエは、ポーランド・リトアニア共和国時代の王であるアウグスト3世とスタニスワフ・レシチニスキの血を引いており、このこともヴィルヘルムがリトアニア王に選ばれる要素となっていた。5男4女を儲けた。
- マリー・ガブリエーレ・カロラ・ヨーゼファ・ゾフィー・マティルデ（1893–1908）
- エリーザベト・アウグステ・マリー・フロレスティーネ・ルイーゼ（1894–1962） - リヒテンシュタイン侯子カールと結婚
- カロラ・ヒルダ・エリーザベト・マリア（1896–1980）
- ヴィルヘルム・アルベルト・カール・アントン・パウル・ゲロ・マリア（1897–1957） - 継承権放棄
- カール・ゲロ・アルブレヒト・ヨーゼフ・ヴィルヘルム・アントン・マリア（1899–1981） - ウラッハ公爵家家長
- マルガレーテ・ゾフィー・フロレスティーネ・マリア・ヨーゼファ（1901–1975）
- アルブレヒト・エーバーハルト・カール・ゲロ・マリア（1903–1969）
- ループレヒト・エーバーハルト・ヴィルヘルム・ゲロ・マリア（1907–1969）
- メヒティルデ・マリー・ガブリエーレ・フロレスティーネ・ゾフィー・デヴォタ（1912–2001） - ホーエンローエ＝ヴァルデンブルク＝シリングスフュルスト侯家家長フリードリヒ・カール（3世）と結婚

1924年11月26日、バイエルン王ルートヴィヒ3世の娘ヴィルトルート・フォン・バイエルン（1884–1975）と再婚する。子供はなかった。